# Archail-Draix
Archail-Draix est une ancienne commune française, située dans le département des Alpes-de-Haute-Provence en région Provence-Alpes-Côte d'Azur.
La commune a existé du 1er juillet 1973 à 31 décembre 1979. Elle est créée en 1973 par la fusion des communes d'Archail et de Draix. Le 1er janvier 1980 elle est supprimée et les deux communes constituantes sont rétablies.

## Histoire
Par arrêté préfectoral du 27 juin 1973, la commune d'Archail est rattachée le 1er juillet 1973 à la commune de Draix sous la forme de fusion-association pour former la commune d'Archail-Draix.
Par arrêté préfectoral du 11 décembre 1979, la commune d'Archail est rétablie le 1er janvier 1980 et la commune d'Archail-Draix reprend le nom de Draix.

## Administration
| Période        | Période          | Identité          | Étiquette | Qualité                    |
| -------------- | ---------------- | ----------------- | --------- | -------------------------- |
| 1 juillet 1973 | 31 décembre 1979 | Jean-Paul Ferrary |           | Unique maire de la commune |

## Démographie
| 1968 | 1975 |
| ---- | ---- |
| 68   | 90   |